# Diana Isabel Pineda Zuleta
Diana Isabel Pineda Zuleta es una destacada deportista colombiana de la especialidad de Saltos que fue campeona suramericana en Medellín 2010.

## Trayectoria
La trayectoria deportiva de Diana Isabel Pineda Zuleta se identifica por su participación en los siguientes eventos nacionales e internacionales:

### Juegos Suramericanos
Fue reconocido su triunfo de ser la decimoséptima deportista con el mayor número de medallas de la selección de  Colombia en los juegos de Medellín 2010.

#### Juegos Suramericanos de Medellín 2010
Su desempeño en la novena edición de los juegos, se identificó por ser la quincuagésimo cuarta deportista con el mayor número de medallas entre todos los participantes del evento, con un total de 4 medallas:
- , Medalla de oro: 10 m Plataforma Clavado Acuático Mujeres
- , Medalla de oro: Clavados salto Trampolín 1 m Mujeres
- , Medalla de plata: Clavados Salto Trampolín 3 m Mujeres
- , Medalla de plata: Clavados Salto Trampolín Sincronizado 3 m Mujeres